# Martinstift (Moers)

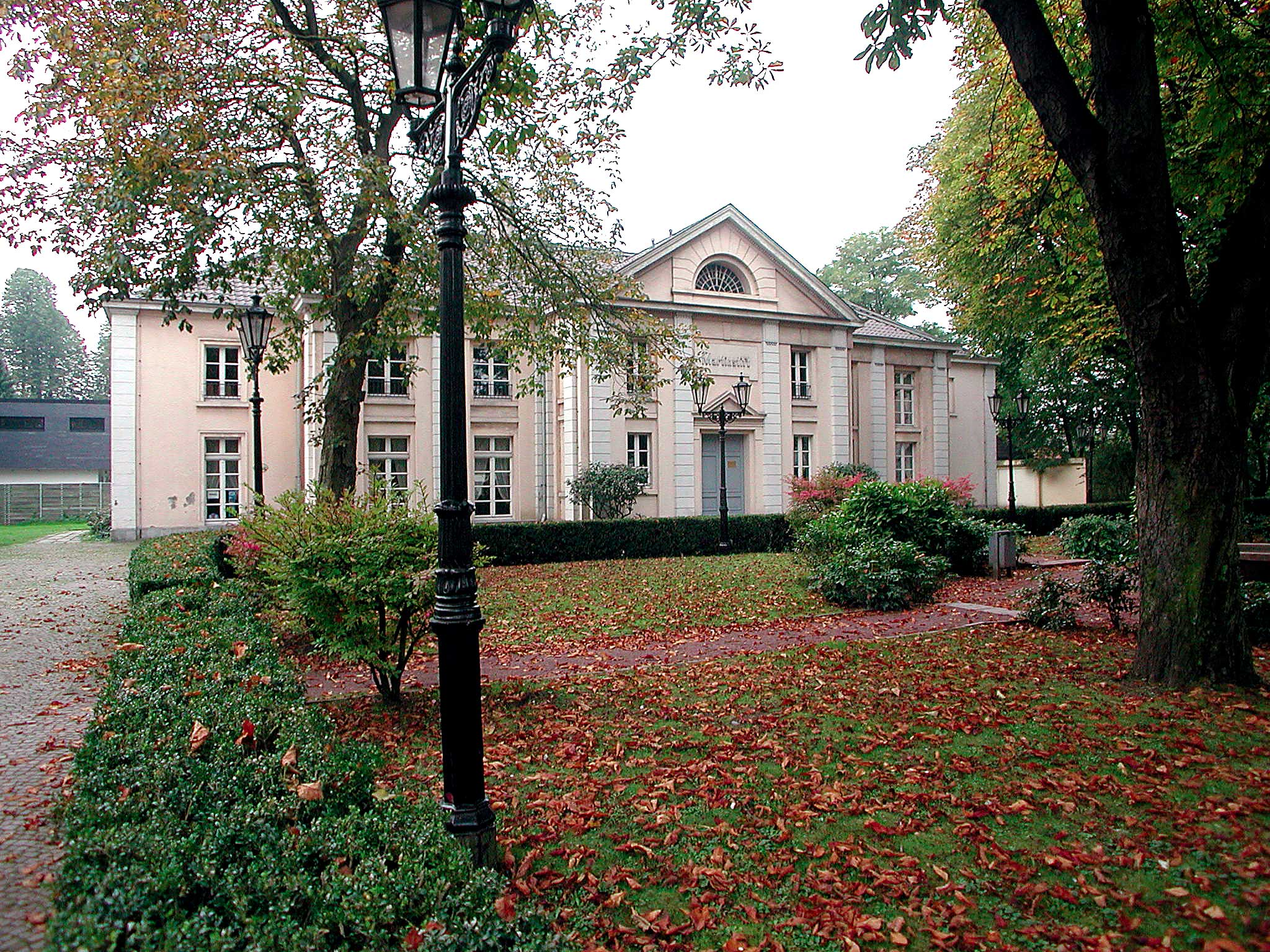
Kammermusiksaal der Moerser Musikschule mit kleinem Park

Das Martinstift ist ein dreiteiliges, für pädagogische Zwecke ausgelegtes Gebäudeensemble aus dem 19. Jahrhundert in Moers, Nordrhein-Westfalen. Es wurde im Stil des Klassizismus errichtet, steht unter Denkmalschutz und beherbergt heute die städtische Musikschule.

## Geschichte und Beschreibung
Das Martinstift liegt im Moerser Ortsteil Vinn an der Filder Straße 126. Die Gebäude befinden sich auf dem Grund des ehemaligen Gutshofes Gut Fild, den Franz Ludwig Zahn 1837 von der Familie von Essen erwarb. Zahn kam 1832 aus Dresden, um die Leitung des Moerser Lehrerseminares zu übernehmen. Daneben plante er eine Präparandenanstalt, für die er zwischen 1841 und 1843 zwei Unterrichtsgebäude im Stil des Spätklassizismus von einem unbekannten Architekten auf dem Gelände des Gutshofes, zu dem auch der Averdunkshof aus dem 18. Jahrhundert gehörte, erbauen ließ.
1857 schied Zahn nach Konflikten mit der Schulbürokratie aus dem Dienst des Seminardirektors aus. Daraufhin wurde die Präparandenanstalt zur „Filder Erziehungsanstalt“. 1885 ging diese in den Besitz des Moerser Alumnats-Verein über, der noch im selben Jahr unter Einsatz von Johannes Zahn das erste evangelische Alumnat der Rheinprovinz in den Gebäuden einrichtete. Seitdem trug die Anlage den Namen „Martinstift“. 1890 wurde durch den Verein ein drittes Gebäude errichtet. Dieses liegt orthogonal und zentral zwischen den beiden bestehenden Häusern. Das Stift wurde zwischenzeitlich aufgegeben, 1952 wieder eröffnet, 1970 aber endgültig geschlossen. Seit 1978 beherbergt es die Moerser Musikschule.
Das Martinstift wurde in die städtische Denkmalliste aufgenommen und als Baudenkmal mit der Nummer 9 eingetragen. Das dritte, zentrale Gebäude wird von der Musikschule als Kammermusiksaal genutzt und dient mittlerweile auch als Veranstaltungsort für Hochzeiten. In der Mitte der Anlage zwischen den Gebäuden erstreckt sich ein kleiner Park. Zwischen 2009 und 2010 wurde das Martinstift umfangreich saniert und ein kleiner, moderner Kubus an den Kammermusiksaal angebaut.